# أميمة العبشمية
أمَيمة العَبْشَميّة هي أميمة بنت عبد شمس بن عبد مناف، شاعرة قرشية جاهلية اشتهرت في أيام حرب الفجار التي وقعت بين قريش وقيس عيلان والتي استمرت أربعة أعوام، ولها قصائد في بعض وقائع هذه الحرب، ومن ذلك قصيدة في رثاء من قتل بها من قريش.